# Протасовское сельское поселение (Большеигнатовский район)
Протасовское се́льское поселе́ние — муниципальное образование в Большеигнатовском районе Мордовии Российской Федерации.
Административный центр — село Протасово.

## История
Статус и границы сельского поселения установлены Законом Республики Мордовия от 1 декабря 2004 года № 96-З «Об установлении границ муниципальных образований Большеигнатовского муниципального района, Большеигнатовского муниципального района и наделении их статусом сельского поселения и муниципального района».

## Население
| 2002 | 2010 | 2012 | 2013 | 2014 | 2015 | 2016 |
| ---- | ---- | ---- | ---- | ---- | ---- | ---- |
| 531  | ↘410 | ↘370 | ↘358 | ↘348 | ↘326 | ↘303 |
| 2017 | 2018 | 2019 | 2020 | 2021 |      |      |
| ↘292 | ↗296 | ↘281 | ↘267 | ↗291 |      |      |

## Состав сельского поселения
| № | Населённый пункт    | Тип населённого пункта       | Население |
| - | ------------------- | ---------------------------- | --------- |
| 1 | Калыша              | посёлок                      | ↘84       |
| 2 | Лесной              | посёлок                      | ↘20       |
| 3 | Новая Александровка | деревня                      | ↘80       |
| 4 | Новое Селище        | село                         | ↘3        |
| 5 | Петровка            | деревня                      | ↘11       |
| 6 | Протасово           | село, административный центр | ↘210      |
| 7 | Раксажены           | деревня                      | ↘2        |
| 8 | Чапамо              | посёлок                      | ↘0        |